# Fafnir Ridge
Fafnir Ridge ist ein 1,5 km langer Gebirgskamm auf der Alexander-I.-Insel westlich der Antarktischen Halbinsel. Er erstreckt sich nördlich des Draco Spur am nördlichen Ende der Finlandia Foothills.
Das UK Antarctic Place-Names Committee benannte ihn 2018. Namensgeber ist Fafnir, eine Drachenfigur aus der nordischen Mythologie.